# Albert Kaarup
Albert Kaarup, född 27 november 1826 i Korsør, död 9 juli 1901, var en dansk pedagog och författare, rektor för Grüners Handelsakademi mellan 1858 och 1893.
Fadern var styrman. Albert utbildade sig till handelsman dels vid handelskontor i Kalundborg och Hull och dels vid Grüners Handelsakademi i Köpenhamn. 1854 bildade han tillsammans med en ungdomsvän ett kommissionsföretag i Köpenhamn, som dock gick omkull i handelskrisen 1857. Året därpå anställdes han som lärare i bokföring vid Grüners Handelsakademi och då grundaren Haldur Ragnvald Grüner (född 1818) avled i december 1858 övertog han skolans ledning, fram till maj 1893 då hälsan tvingade honom att dra sig tillbaka. Han utgav flera läroböcker av vilka de mest kända är Almindelig Handelsvidenskab och Vexlen efter den nye Lovgivning.
Albert Kaarup gifte sig 1855 med Cathinka Eulalie Dige (död 1891). Han fick 1891 titel av justitsråd.